# Exmouth (Australia)
Exmouth è una città situata nella regione di Gascoyne, in Australia Occidentale; essa si trova 1.270 chilometri a nord di Perth ed è la sede della Contea di Exmouth. Al censimento del 2006 contava 1.844 abitanti.